# 보 개릿
보 개릿(Beau Garrett, 1982년 12월 28일 ~ )은 미국의 배우이다.

## 출연 작품
- 인 스테레오 (2015)
- 걸프렌즈 가이드 투 디보스 (2014)
- 러스트 포 러브 (2014)
- 다이빙 노멀 (2013)
- 프리랜서스 (2012)
- 캘러머티 (2010, Kalamity)
- 트론: 새로운 시작 (2010)
- 남주기 아까운 그녀 (2008)
- 라이브! (2007)
- 언어스드 (2007)
- 판타스틱 4: 실버 서퍼의 위협 (2007)
- 투리스터스 (2006)

### 텔레비전
- 크리미널 마인드 5 (2009)
- 크리미널 마인드 워싱턴 D.C. (2011)